# 布蘭奇維爾 (喬治亞州)
布蘭奇維爾（英語：Branchville）是位於美國喬治亞州米切爾縣的一個非建制地區。該地的面積和人口皆未知。

## 地理
布蘭奇維爾的座標為31°09′02″N 84°18′56″W / 31.15056°N 84.31556°W，而該地的平均海拔高度為43米（即141英尺）。